# Mr. Vampire 3
Série Mr. Vampire
Le Retour de Mr. Vampire
(1986) Mr. Vampire 4
(1988)
Pour plus de détails, voir Fiche technique et Distribution.
Mr. Vampire 3 (靈幻先生, Ling wan sin sang, litt. « Mr. Fantaisie spirituelle »), aussi appelé Mr. Vampire et les démons de l'enfer, est une comédie d'horreur hongkongaise réalisée par Ricky Lau et sortie en 1987 à Hong Kong. Produite par Sammo Hung et suite du Retour de Mr. Vampire (1986), c'est le troisième volet de la série des cinq Mr. Vampire réalisés par Ricky Lau. Elle fait partie du boom de popularité que connaît les films de jiangshi à Hong Kong dans les années 1980.
Elle totalise 19 460 536 HK$ de recettes à Hong Kong. Sa suite, Mr. Vampire 4, sort l'année suivante.

## Synopsis
Durant une nuit sombre, oncle Ming (Richard Ng) tente d'exorciser des esprits en colère dans une maison hantée mais échoue et s'échappe de justesse. Il ramène avec lui deux compagnons fantomatiques (Gros Pao et Petit Pao) dans une ville voisine qui est attaquée par un groupe de bandits aux pouvoirs surnaturels dirigés par Devil Lady, une puissante sorcière maléfique.
Alors que Ming et les deux Pao dînent dans un restaurant, le capitaine Chiang (Billy Lau) vient les harceler et les Pao se vengent en lui jouant des tours. Au même moment apparaît le maître de Chiang, oncle Kau (Lam Ching-ying), qui soumet les deux fantômes et les piège dans une jarre à vin. Comme Ming n'est pas à la hauteur de Kau en termes de pouvoirs magiques, il le supplie de les libérer, ce qu'il accepte mais tout en l'avertissant qu'il doit se séparer d'eux. Gros Pao est plus tard capturé par Devil Lady après avoir été piégé par Chiang. Elle lui jette un sort, lui faisant croire qu'il voit des monstres oiseaux à la place de gens vêtus d'habits taoïstes, et l'envoie attaquer la ville.
Pendant le chaos, Devil Lady fait irruption dans la prison de la ville pour libérer deux de ses bandits ayant été capturés par les habitants de la ville, mais tombe dans un piège. Oncle Kau la combat, elle tombe dans un puits et meurt. Cependant, l'esprit des deux bandits s'échappent et possèdent deux hommes qui sortent pour semer des troubles. Kau et Ming combinent leurs forces pour enfermer les mauvais esprits dans des jarres à vin et les font frire dans de l'huile. Au même moment, l'épée plantée dans Devil Lady se brise et son esprit est libéré et cherche à se venger. Finalement, après une longue bataille, et avec l'aide des fantômes Pao, Kau et Ming réussissent à détruire Devil Lady une fois pour toutes.

## Fiche technique
- Titre original : 靈幻先生
- Titre international : Mr. Vampire 3
- Réalisation : Ricky Lau
- Scénario : Lo Wing-keung et Sze-to Cheuk-hon
- Musique : Anders Nelsson (en) et Stephen Shing
- Photographie : Andrew Lau
- Montage : Peter Cheung et Keung Chuen-tak
- Production : Sammo Hung
- Société de production : Bo Ho Films et Paragon Films
- Société de distribution : Golden Harvest
- Pays d'origine :  Hong Kong
- Langue : cantonais
- Genre : comédie d'horreur
- Durée : 88 minutes
- Date de sortie :
  -  Hong Kong : 17 décembre 1987
  -  Taïwan : 1er décembre 1988
  -  Japon : 12 mars 1988
  -  Corée du Sud : 30 avril 1988

## Distribution
- Lam Ching-ying : Oncle Kau
- Richard Ng : Oncle Ming
- Billy Lau : le capitaine Chiang
- David Lui : Gros Pao
- Pauline Wong : Devil Lady
- Chow Gam-kong : Shou, l'un des deux hommes possédés
- Tam Yat-ching : le propriétaire de la maison hantée
- Hoh Kin-wai : Petit Pao
- Cheung Wing-cheung : Tête d'aigle, un bandit
- Ka Lee : un citadin
- Baan Yun-sang : Te, l'étudiant d'oncle Neuf tué par Devil Lady
- Lee Chi-git : Fu, l'un des deux hommes possédés
- Chu Tau : Ours sauvage, un bandit
- Gam Biu : un villageois ivre
- Pang Yun-cheung : un citadin
- Siu Hung-moi : le femme fantôme dans la jarre à vin libéré par oncle Ming
- Yip So : un fantôme dans la maison hantée
- Chun Kwai-bo
- Ha Kwok-wing
- Lau Fong-sai
- Lam Foo-wai
- Sammo Hung : Hung, un invité à l'anniversaire d'oncle Neuf
- Wu Ma : un invité à l'anniversaire d'oncle Neuf
- Corey Yuen : un invité à l'anniversaire d'oncle Neuf
- Teddy Yip : un invité à l'anniversaire d'oncle Neuf